# École du Louvre
École du Louvre (Trường Louvre) là trường giảng dạy về lịch sử nghệ thuật, bảo tàng học và khảo cổ học nằm trong bảo tàng Louvre ở Paris. Thành lập từ năm 1882, École du Louvre ngày nay thuộc Bộ Văn hóa Pháp với các khóa học từ bậc cử nhân, cao học và dành cả cho nghiên cứu sinh tiến sĩ.
| Métro Paris | Bến tàu điện ngầm: Tuileries |

## Lịch sử
École du Louvre được chính trị gia Jules Ferry thành lập năm 1882 với mục đích trở thành một trung tâm giáo dục về khảo cổ học. Nhưng rất nhanh sau đó, École du Louvre bắt đầu giảng dạy cả về lịch sử nghệ thuật. Trong thập niên 1920, trường tiếp dục mở rộng các lĩnh vực giảng dạy, về khoa học bảo tàng và cả nghệ thuật hiện đại. Đến năm 1978, phạm vi của trường không còn chỉ bó hẹp ở Paris mà còn kết hợp với 8 thành phố khác. Năm 1998, sau khi bảo tàng Louvre được sửa chữa lại, École du Louvre chuyển từ dãy nhà Mollien sang dãy Flore.
Sau một thời gian dài thuộc Cục bảo tàng Pháp (Direction des musées de France), đến năm 1981, École du Louvre thuộc Cơ quan bảo tàng quốc gia (Réunion des musées nationaux). Từ năm 1998, École du Louvre trở thành một cơ quan nhà nước trực thuộc Bộ Văn hóa Pháp. Ngày nay École du Louvre giảng dạy nhiều môn học, như khảo cổ học Ai Cập, nghệ thuật châu Phi, lịch sử điện ảnh, lịch sử thời trang...

## Chương trình học
Giống như các đại học khác, sinh viên École du Louvre phải trải qua 3 năm để có được bằng cử nhân, hai năm tiếp theo để đạt bằng thạc sĩ và 3 năm nữa để bảo vệ luận án tiến sĩ. Chương trình học ba năm đầu bao gồm các một chủ yếu về lịch sử nghệ thuật, bao trùm tất cả các thời kỳ và khu vực:
| Năm thứ nhất | Năm thứ hai | Năm thứ ba |
| --- | --- | --- |
| - Nghệ thuật Tiền sử - Khảo cổ học phương Đông - Khảo cổ học Ai Cập cổ đại - Khảo cổ học Trung Hoa - Khảo cổ học Ấn Độ - Khảo cổ học Hy Lạp - Khảo cổ học Etruria và La Mã - Khảo cổ học Cơ Đốc | - Nghệ thuật Byzantium - Nghệ thuật tiền Colombo - Nghệ thuật Ấn Độ và thế giới Ấn Độ (Việt Nam, Java, Campuchia, Bali...) - Nghệ thuật Trung Hoa và Nhật Bản - Nghệ thuật Hồi giáo - Nghệ thuật châu Âu Trung Cổ - Nghệ thuật châu Âu Phục Hưng | - Nghệ thuật châu Âu thế kỷ 17 - Nghệ thuật phương Đông thế kỷ 18 - Nghệ thuật phương Đông thế kỷ 19 - Nghệ thuật thế kỷ 20 - Nghệ thuật đại chúng Pháp - Nghệ thuật châu Phi và châu Đại Dương |

Bên cạnh đó các sinh viên còn có các cua học khác về ngôn ngữ, huy hiệu học, khoa học về tiền cổ... Chương trình về lịch sử thời trang và trang phục cũng được bắt đầu giảng dạy từ năm 2007. Chương trình cao học chủ yếu về bảo tàng học. Năm đầu tiên các sinh viên được học những kiến thức đại cương, như quản lý bảo tàng, lịch sử sưu tập, bảo tàng châu Âu, nguyên tắc bảo tồn, phục chế... Năm thứ hai chương trình học đi sâu hơn và kèm một kỳ thực tập. Cuối cùng, 3 năm tiến sĩ được dành cho giới nghiên cứu chuyên sâu.
Ngoài hệ thống đào tạo chính, École du Louvre cũng có các chương trình cho các sinh viên tự do, các khoa học mùa hè, buổi tối và đào tạo nhân sự. Trường sở hữu một thư viện lớn về lịch sử nghệ thuật, dành riêng cho các sinh viên và giới nghiên cứu. École du Louvre cũng liên kết với Istituto Veneto của Ý và Đại học Montréal của Canada trong việc trao đổi giáo dục. Ngoài ra, trường cũng xuất bản một số ấn phẩm về nghệ thuật, bảo tàng.